# پنجره فولاد

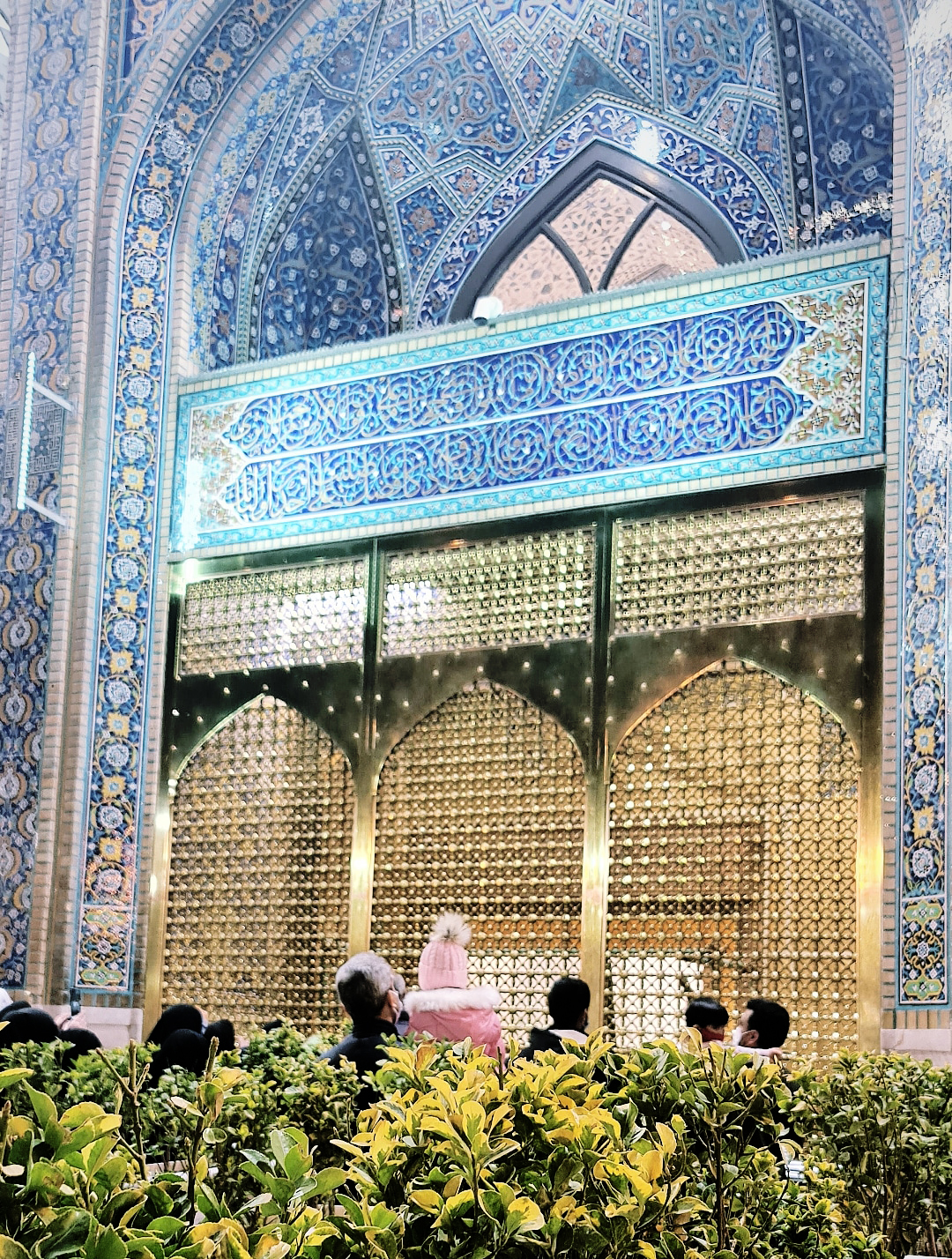
پنجره فولاد (صحن انقلاب)

پنجره فولاد، یک مکان زیارتی واقع در صحن انقلابِ حرم علی بن موسی الرضا است که معروف‌ترین و مهم‌ترین پنجره این حرم است. ساخت این پنجره مربوط به دوران صفویه است. هدف از ساخت پنجره فولاد این است که کسانی که نمی‌توانند وارد حرم شوند، در این نقطه علی بن موسی الرضا را زیارت کنند. پنجره فولاد از جنس طلاست، اما به دلیل اینکه ابتدا با فولاد ساخته شده‌است اسم «پنجره فولاد» تا به الان روی آن مانده‌است.

## مقدمه
شهر زیارتی مشهد پایتخت فرهنگی و مذهبی ایران است و علاوه بر حرم علی بن موسی الرضا، دارای نمادهایی است که در فرهنگ مردم نقش دارند. نمادهای مذهبی نشان دهنده فرهنگ مردم اند. از جمله نمادهای مهم و بسیار معروف اطراف حرم علی بن موسی الرضا، «پنجره فولاد» است.
پنجره فولاد حرم رضوی به علت دسترسی آسان‌تر زائران به ضریح حرم علی بن موسی الرضا، از صحن جمهوری به صحن انقلاب انتقال یافت و اکنون نیز در ضلع غربی صحن انقلاب و روبروی سقاخانه قرار دارد.
حرم حرم علی بن موسی الرضا، رضا دارای چند پنجره است که معروف‌ترین و مهم‌ترین آن‌ها، پنجره فولاد صحن انقلاب است. دلیل ایجاد پنجره‌های فولاد این بوده که زائران علی بن موسی الرضا که عذر شرعی برای زیارت را دارند از طریق این پنجره‌ها ضریح را زیارت کنند.

## تاریخ ساخت
ساخت پنجره فولاد مربوط به دوران صفویه است. هنگام ساخت صحن عتیق (انقلاب کنونی) توسط شیخ بهایی، ملا محسن فیض کاشانی پیشنهاد داد تا در این صحن محلی در نظر گرفته شود تا کسانی که به دلایلی نمی‌توانند وارد حرم شوند، در این نقطه علی بن موسی الرضا را زیارت کنند و زیارت نامه بخوانند. در زمان قدیم عاشقان علی بن موسی الرضا برای آستان امامان احترام بسیار زیادی قائل بودند و اگر گناهی داشتند وارد حرم نمی‌شدند و از دور استغاثه می‌کردند. در برخی از نوشته‌ها آمده‌است ابتدا قرار بوده در این مکان دری نصب شود و حتی آن در هم طراحی و ساخته شده بود و در ایامی که شیخ بهایی حضور نداشته معمار صحن قصد می‌کند که در را در جایش نصب کند. این معمار همان شب علی بن موسی الرضا را در خواب می‌بیند که به او امر می‌کند در را نصب نکند، این معمار سه شب این خواب را می‌بیند تا اینکه شیخ از سفر بازمی‌گردد و معمار ماجرای خواب را برای شیخ بازگو می‌کند.
شیخ بهایی با شنیدن این روایت با تضرع به درگاه علی بن موسی الرضا طلب بخشش می‌کند. هنگامی که ماجرا را از او می‌پرسند، پاسخ می‌دهد: من در این نقطه متن و دعایی نصب کرده بودم تا افراد گناه‌کار وارد حرم نشوند. به این ترتیب در نقطه کنونی در نصب نمی‌شود و با پیشنهاد ملا محسن فیض کاشانی پنجره‌ای در این نقطه نصب می‌شود تا افرادی که عذری دارند یا روی وارد شدن به حرم حرم علی بن موسی الرضا، رضا را ندارند از این نقطه با علی بن موسی الرضا درد و دل کنند.
در ادامه و در دوره شاهرخ میرزای تیموری، همسر گوهر شاد خانم، پنجره‌ای از جنس فولاد ساخت و در این مکان نصب کردند. تا این که در دوره قاجاریه و با دستور ناصرالدین‌شاه پنجره‌ای از برنز طراحی، ساخته و نصب شد و پنجره قبلی هم به موزه انتقال داده شد که این پنجره هنوز هم موجود است.
قدیمی‌ترین پنجره فولاد ساخته شده در گنجینه تاریخ حرم رضوی نگه داری می‌شود. گنجینه تاریخ حرم رضوی قدیمی‌ترین بخش موزه استان قدس رضوی است و منتخبی از آثار تاریخی و هنری حرم علی بن موسی الرضا مربوط به دوره اسلامی را به نمایش گذاشته‌است. سنگاب تاریخی، درهای چوبی، طلا و نقره، محراب‌های زرین فام و سایر اشیای مرتبط مانند مجموعه اشیای روشنایی، ظروف تطهیر و شستشو، پنجره‌ها، کتیبه‌های طلا از جمله آثارهای مهم موجود در این موزه هستند.

## نام گذاری
در وقف نامه مادر یکی از شاهان افشار دو جا به «پنجره فولاد» در صحن عتیق (انقلاب کنونی)، اشاره شده‌است. همچنین در اسناد دوران صفویه هم از این فضا با عنوان پنجره فولاد نام برده می‌شد که هنوز پس از چند قرن با توجه به تغییر جنس این پنجره (از فولاد به طلا) با همین نام یاد می‌شود.

## مشخصات
پنجره فولاد ۴ متر و ۴۱ عرض و ارتفاع آن ۴ متر و ۵۵ سانتیمتر است. این پنجره فاقد هرگونه نوشته و تزئین است. از تعدادی مربع‌های متصل به هم تشکیل شده‌است و جنس آن از برنز، با روکش طلا است.

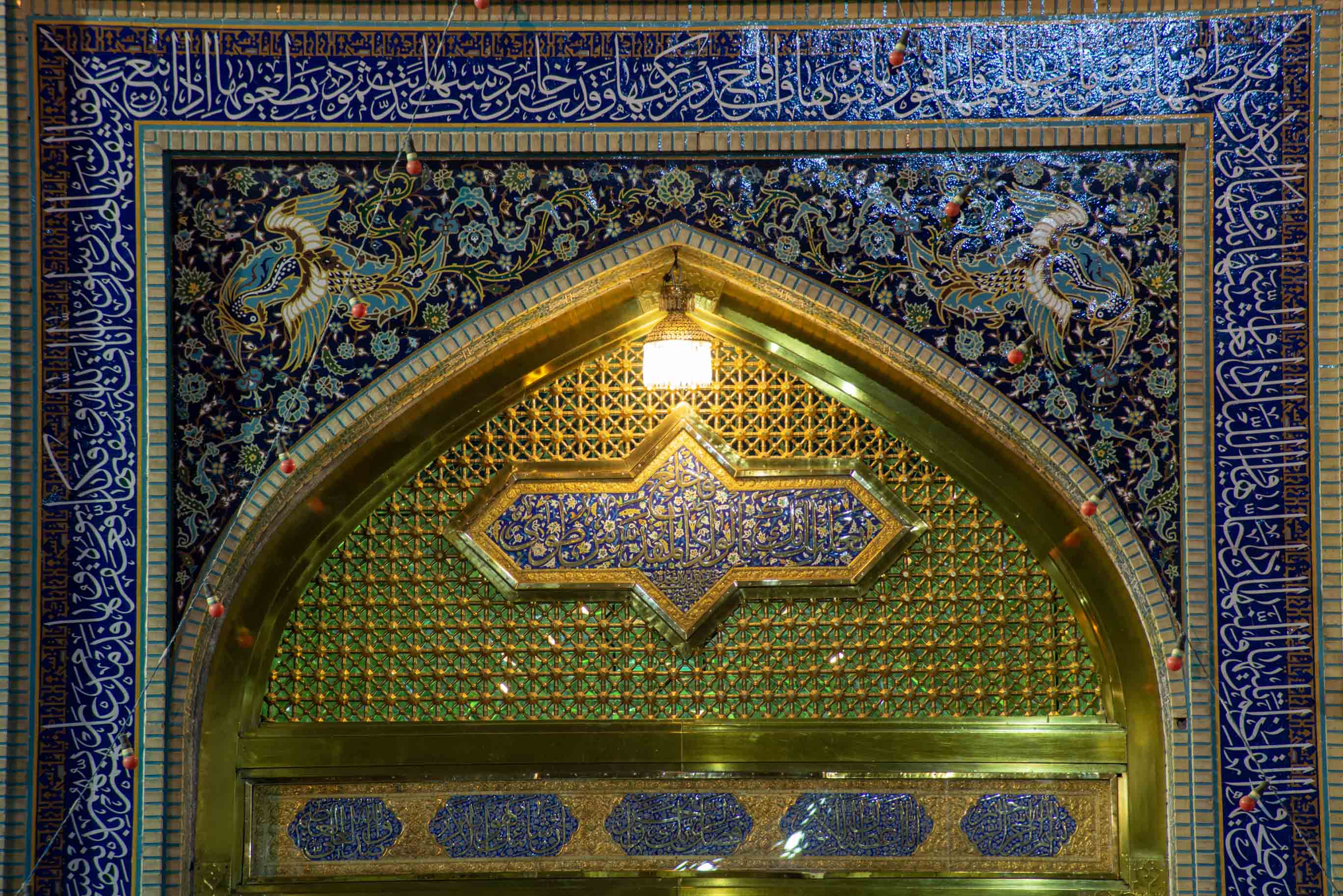
سرنوشت پنجره فولاد (صحن گوهر شاد)

## پنجره‌های دیگر حرم
با گسترش حرم علی بن موسی الرضا در چند سال اخیر پنجره‌های دیگری در نقاطی که ضریح دیده می‌شود نصب شد است، که معروف‌ترین آن‌ها پنجره فولاد صحن جمهوری است. این پنجره تا حدودی شبیه پنجره فولاد صحن انقلاب است، البته چند کتیبه بیشتر دارد.
همچنین پنجره دیگری هم چند سال قبل در صحن گوهر شاد نصب شده که دارای طراحی زیبایی است، این پنجره دارای سه شبکه است و در بالای آن کتیبه‌ای آبی رنگ قرار دارد که سوره حمد روی آن نوشته شده‌است. پنجره صحن گوهر شاد دارای دو کتیبه کوچک آبی رنگ بین سه شبکه است که بر روی آن‌ها ذکرهای «یا رحمن» و «یا سبحان» نوشته شده‌است.

## در فرهنگ، هنر و رسانه
در تاریخ ۲۰ خردادماه ۱۴۰۱ شمسی، مسابقه کتابخوانی با نام پنجره فولاد در سطح ملی از جانب ستاد فهمای استان چهارمحال و بختیاری برگزار شد.